# Département de Vélingara
Le département de Vélingara est l’un des 46 départements du Sénégal et l'un des 3 départements de la région de Kolda, en Haute-Casamance. 

## Administration
Son chef-lieu est la ville de Vélingara.
Les trois arrondissements sont :
- Arrondissement de Bonconto
- Arrondissement de Pakour
- Arrondissement de Saré Coly Sallé, créé en 2008

Les localités ayant le statut de commune sont :
- Vélingara
- Kounkané
- Diaobé-Kabendou

## Histoire

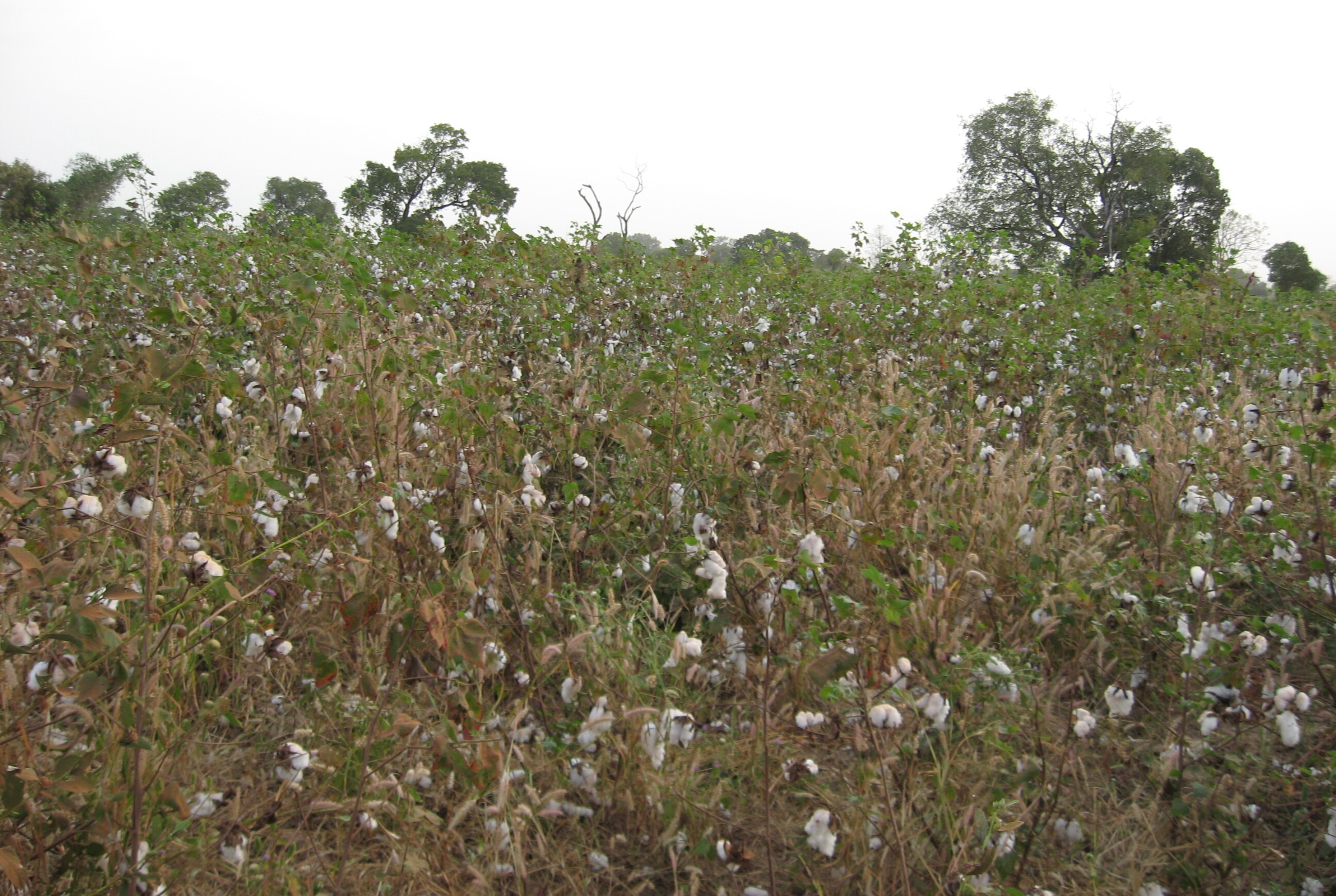
Champs de coton près de Kounkané

## Géographie

### Population
Lors du recensement de décembre 2002, la population était de 189 742 habitants. En 2005, elle était estimée à 206 547 personnes, et en 2023 à 406 504 personnes.

## Personnalités nées dans le département de Vélingara
- Chérif Mohamed Aly Aïdara, fondateur de l'ONG Institut Mozdahir international (IMI)[2]